# Золотарьов Степан Якович
Степан Якович Золотарьов (1 березня 1918, село Гудове, тепер Шосткинського району Сумської області — ?) — український радянський діяч, секретар Сумського обласного комітету КПУ, 1-й секретар Білопільського районного комітету КПУ Сумської області.

## Біографія
Член ВКП(б) з 1939 року.
З жовтня 1939 року — в Червоній армії. Учасник німецько-радянської війни з 1941 року. Служив у 542-му гарматному артилерійському полку 30-ї армії Західного фронту, в 28-му та 26-му окремих автотранспортних батальйонах 30-ї гвардійської армії Калінінського фронту.
Потім перебував на відповідальній партійній роботі.
На 1954—1955 роки — голова виконавчого комітету Буринської районної ради депутатів трудящих Сумської області.
На 1955 — грудень 1962 року — 1-й секретар Білопільського районного комітету КПУ Сумської області.
У грудні 1962 — січні 1965 роках — секретар партійного комітету Білопільського виробничого колгоспно-радгоспного управління Сумської області.
У січні 1965 — 1969 року — 1-й секретар Білопільського районного комітету КПУ Сумської області.
У 1969 — 29 грудня 1970 року — голова Сумського обласного комітету народного контролю.
18 вересня 1970 — 1978 року — секретар Сумського обласного комітету КПУ.
Подальша доля невідома.

## Звання
- лейтенант
- капітан
- полковник

## Нагороди
- орден Вітчизняної війни ІІ ст. (6.11.1985)
- орден Трудового Червоного Прапора (26.02.1958)
- ордени
- медаль «За оборону Москви»
- медаль «За перемогу над Німеччиною у Великій Вітчизняній війні 1941—1945 рр.» (1945)